# Куку (Эстония)
Ку́ку (эст. Kuku) — деревня в волости Рапла уезда Рапламаа, Эстония.

## География и описание
Расположена на северо-западе Эстонии. Расстояние до волостного и уездного центра — города Рапла —  9 километров по шоссе Таллин — Рапла — Тюри. Высота над уровнем моря — 65 метров.
В деревне находится охраняемая природная территория — дубрава Матси-Кярнери. Основана в 1992 году с целью защиты дубравы. Её площадь 4 гектара. В дубово-смешанном лесу растут 60–80-летние деревья, в том числе ели и берёзы. По типологии это также местообитание перелесок.
На территории Куку расположена часть природного парка Рабивере.
Климат умеренный. Официальный язык — эстонский. Почтовый индекс — 79631.

## Население
По данным переписи населения 2021 года, в Куку деревне проживали 102 человека, из них 97 (95,1 %) — эстонцы.
Численность населения деревни Куку по данным переписей населения:
| Год  | 1959 | 1970 | 1979 | 1989 | 2000 | 2011 | 2021  |
| ---- | ---- | ---- | ---- | ---- | ---- | ---- | ----- |
| Чел. | 37   | ↗ 59 | ↘ 30 | → 30 | ↗ 72 | ↗ 92 | ↗ 102 |

## История
В письменных источниках 1725 года упоминается деревня Kucke. Деревня относилась к мызе Селли (нем. Sellie) и в начале XX века называлась также Селли и Сели. 
В западной части Куку находится присоединённая к ней в 1977 году (период кампании по укрупнению деревень) деревня Соотага (эст. Sootaga, в 1447 году упоминается как Sontake, в 1523 году — Sontack, в 1725 году — Sotack). Восточная часть Куку раньше относилась к мызе Пурила и носила название Пурила-Юлейыэ (эст. Purila-Ülejõe).
Недалеко от деревни планируется прохождение скоростной железной дороги Rail Baltica.

## Предпринимательство
В деревне работает гостевой хутор «Лонни Талу» («Lonni Talu»), авто-ремонтное предприятие «Kuku Auto OÜ», фирма по программированию «Keevinet OÜ», находится питомник растений «Пурила» Центр управления государственными лесами.

## Происхождение топонима
Название происходит от слова kukk : kuke («петух»), которое в свою очередь могло быть добавочным крестьянским именем.